# Gabriel Luís Ferreira
Gabriel Luís Ferreira (Valença do Piauí, 11 de abril de 1847 — Rio de Janeiro, 15 de dezembro de 1895) foi um político brasileiro.

## Biografia
Foi membro do Partido Conservador do Império e deputado provincial no Piauí de 1876 a 1879. Formou-se pela Faculdade de Direito do Recife em 1882, aderiu ao movimento republicano e após a proclamação da República continuou a atuar na política piauiense.
Foi governador do Piauí, de 28 de maio a 21 de dezembro de 1891.[carece de fontes?] Durante sua gestão foi instalado o Tribunal de Justiça do Estado do Piauí, em 1º de outubro de 1891.
Em 1894, foi eleito deputado federal e exerceu o mandato até a sua morte.
Faleceu na cidade do Rio de Janeiro em 15 de dezembro de 1895.
Casado com Maria Benedita Cândida da Conceição Pacheco, era cunhado de Teodoro Alves Pacheco, que foi senador constituinte pelo Piauí em 1891. Seu filho Félix Pacheco foi deputado pelo Piauí de 1909 a 1920, senador de  1921 a 1922 e ministro das Relações Exteriores do governo Artur Bernardes, de 1922 a 1926; além disso, dedicou-se ao jornalismo, no Jornal Comércio, e à literatura, tornando-se membro da Academia Brasileira de Letras; defensor da introdução no Brasil do método de identificação pelas impressões digitais, teve seu nome dado ao Instituto de Identificação Félix Pacheco. Outro filho, João Luís Ferreira, foi governador do Piauí de  1920 a 1924 e deputado federal de 1925 a 1927.